# Giuseppe Caso
Giuseppe Caso (Torre Annunziata, 9 dicembre 1998) è un calciatore italiano, attaccante del Modena.

## Caratteristiche tecniche
Ala sinistra dotata tecnicamente, molto abile nell'uno contro uno, spicca per le accelerazioni sulla fascia mancina e per la bravura nella conduzione di palla. Ha dichiarato di ispirarsi a Carlos Tévez.

## Carriera

### Club
Cresciuto nel settore giovanile della Fiorentina, cui era stato segnalato dal padre di Federico Bernardeschi, il 19 agosto 2018 viene ceduto a titolo temporaneo al Cuneo, con cui inizia la carriera professionistica; segna la prima rete in carriera il 10 dicembre, nella partita vinta per 0-1 contro la Pro Vercelli. Il 12 luglio 2019 viene tesserato dall'Arezzo con un contratto biennale con opzione; disputata una buona stagione con i toscani, il 14 settembre 2020 viene acquistato a titolo definitivo dal Genoa. Il 13 dicembre esordisce in Serie A, in occasione dell'incontro perso per 1-3 contro la Juventus; il 20 agosto 2021 passa in prestito al Cosenza.
Il 16 luglio 2022 si trasferisce al Frosinone, con cui firma un triennale. Nella stagione 2022-2023 è tra i protagonisti della cavalcata della squadra ciociara verso la Serie A, con 9 gol segnati, e viene riconfermato per la stagione successiva in massima serie.
Il 30 agosto 2024 firma un contratto triennale con il Modena.Il 29 ottobre segna la sua prima rete con gli emiliani, nel pareggio casalingo contro la Cremonese (2-2).

### Nazionale
Nel maggio del 2022 è stato convocato dal commissario tecnico della nazionale italiana Roberto Mancini per uno stage insieme ad altri 52 giovani ritenuti di interesse nazionale.

## Statistiche

### Presenze e reti nei club
Statistiche aggiornate al 13 maggio 2025.
| Stagione         | Squadra          | Campionato       | Campionato | Campionato | Coppe nazionali | Coppe nazionali | Coppe nazionali | Coppe continentali | Coppe continentali | Coppe continentali | Altre coppe | Altre coppe | Altre coppe | Totale | Totale |
| Stagione         | Squadra          | Comp             | Pres       | Reti       | Comp            | Pres            | Reti            | Comp               | Pres               | Reti               | Comp        | Pres        | Reti        | Pres   | Reti   |
| ---------------- | ---------------- | ---------------- | ---------- | ---------- | --------------- | --------------- | --------------- | ------------------ | ------------------ | ------------------ | ----------- | ----------- | ----------- | ------ | ------ |
| 2018-2019        | Cuneo            | C                | 26+2       | 1          | CI-C            | 1               | 0               | -                  | -                  | -                  | -           | -           | -           | 29     | 1      |
| 2019-2020        | Arezzo           | C                | 24         | 1          | CI+CI-C         | 1+1             | 0               | -                  | -                  | -                  | -           | -           | -           | 26     | 1      |
| 2020-2021        | Genoa            | A                | 2          | 0          | CI              | 0               | 0               | -                  | -                  | -                  | -           | -           | -           | 2      | 0      |
| 2021-2022        | Cosenza          | B                | 37+2       | 5          | CI              | 0               | 0               | -                  | -                  | -                  | -           | -           | -           | 39     | 5      |
| 2022-2023        | Frosinone        | B                | 35         | 9          | CI              | 1               | 0               | -                  | -                  | -                  | -           | -           | -           | 36     | 9      |
| 2023-2024        | Frosinone        | A                | 14         | 0          | CI              | 2               | 1               | -                  | -                  | -                  | -           | -           | -           | 16     | 1      |
| Totale Frosinone | Totale Frosinone | Totale Frosinone | 49         | 9          |                 | 3               | 1               |                    | -                  | -                  |             | -           | -           | 52     | 10     |
| 2024-2025        | Modena           | B                | 30         | 5          | CI              | 0               | 0               | -                  | -                  | -                  | -           | -           | -           | 30     | 5      |
| Totale carriera  | Totale carriera  | Totale carriera  | 172        | 21         |                 | 6               | 1               |                    | -                  | -                  |             | -           | -           | 178    | 22     |

## Palmarès

### Club

#### Competizioni nazionali
- Campionato italiano di Serie B: 1

Frosinone: 2022-2023